# Kongskrona
El Kongskrona és una muntanya de 1.818 metres d'altura situada al municipi de Sunndal, al comtat noruec de More og Romsdal. El seu pic veí és el Dronningkrona (1.816m) que és uns 2 metres més baix. La muntanya està situada a la serra de Trollheimen. El nom significa corona del rei de Noruega.
Al nord de la muntanya hi ha la vall d'Innerdalen. Al cim de la muntanya hi ha una glacera anomenada Vinnubreen.